# Pauline Stainer
Pour les articles homonymes, voir Stainer.
Pauline Stainer, née en 1941 dans le district industriel de Burslem, à Stoke-on-Trent, dans le Staffordshire, est une poétesse anglaise.     

## Biographie
Pauline Stainer naît en 1941 dans le district industriel de Burslem à Stoke-on-Trent.
Elle quitte la ville pour étudier au St Anne's College à Oxford, où elle obtient un diplôme en anglais. Après Oxford, elle obtient un Master of Philosophy à l’Université de Southampton. 
Sa poésie résolument néo-romantique explore le mythe sacré, la légende, l'histoire du paysage et les sentiments humains et leurs liens avec les " paysages intérieurs " de l'esprit imaginatif. Son choix de sujet est peut-être en partie une réaction à son enfance dans la ville industrielle de Stoke-on-Trent. La vivacité compacte de son imagerie visuelle s'apparente à celle des énigmes anglo-saxonnes, de la poésie symboliste ou de l’œuvre de García Lorca. Les critiques ont également perçus l'influence de Ted Hughes dans son travail. 
Elle reçoit une bourse Hawthornden en 1987,. Elle attire l'attention du public avec son premier ouvrage The Honeycomb (1989). Ses œuvres ultérieures, Sighting the Slave Ship (1992) et The Ice-Pilot Speaks (1994), lui valent d'être nommée et présélectionnée dans le Whitbread Poetry Award pour son quatrième recueil, The Wound-Dresser's Dream (1996). 
Sa poésie remporte de nombreux prix. En 2003, Bloodaxe Books publie un résumé de son travail à ce jour, The Lady and the Hare : New and Selected Poems, bien qu'il ne reproduise pas les illustrations qui ont accompagné certains de ses poèmes sous forme de livre. 
Après avoir terminé ses études, elle déménage dans l'Essex et élève quatre enfants. Elle passe plusieurs années dans l'archipel des Orcades, sur l'île de Rousay, à l'origine d'une nouvelle collection de livres, Parable Island (1999). Elle habite à Hadleigh, dans le Suffolk, avant de revenir dans l'Essex à la fin de 2017
Après avoir collaboré avec, et été publiée par Brotherhood of Ruralists, elle est maintenant publiée par le principal éditeur de livres de poésie, Bloodaxe Books. Elle a six petits-enfants, dont deux s'appellent Josh et Ruth (comme l'indique la dédicace de son dernier livre).

## Prix
- 2000  King's Lynn Award for Merit in Poetry[4]

## Publications
- The Honeycomb (1989)
- Little Egypt (1991)
- Sighting the Slave Ship (1992)
- Frequencies (1993)
- The Ice-Pilot Speaks (1994)
- The Wound-dresser's Dream (1996)
- Parable Island (1999)[1]
- A Litany of High Waters (2002)[1]
- The Lady and the Hare : New and Selected Poems (2003)  (ISBN 1-85224-632-4)[1],[5]
- Crossing the Snowline (2008)